# 移転価格税制
移転価格税制（いてんかかくぜいせい、英: Transfer pricing Taxation）とは、独立企業（資本や人的に支配関係にない企業間）間で取引される価格（独立企業間価格、英: arm's length price）と異なる価格で関連者（資本や人的に支配関係にある外国会社）と取引が行われた場合、その取引価格が独立企業間価格で行われたものとして課税所得金額を算定する税制である。日本の税制では、法人（内国法人・外国法人）と国外関連者の間の取引に付された価格を対象として移転価格税制が組み立てられている。英語ではtransfer pricing taxationということから、『TP』とも呼ばれる。

## 概要
「移転価格」における「移転」とは、同一部門内での財貨の移転を指し、国と地方公共団体間の財政支出を移転的支出というのと同様、親会社と子会社の間などの支配従属当事者間での取引に付された価格を「移転」価格という。

### 背景
法人とその国外関連社との取引価格は、様々な理由から独立企業間価格とは異なる価格で行われることがある。例えば、日本の自動車メーカーが、乗用車を米国の販売子会社に対して独立企業間価格よりも高い価格で輸出したとする。その乗用車の製造原価及び米国内での小売価格が一定であれば、独立企業間価格で輸出された場合と比較して、日本の自動車メーカーの所得は増加し、逆に米国の販売子会社の所得は減少する結果、米国の法人所得税収は減少することとなる。この場合、米国税務当局は、米国の販売子会社に対して、この取引が独立企業間価格で行われたものとして課税することとなる。
独立企業間価格の算定は、比較可能な独立企業間取引が存在する商品であれば比較的容易であるが、取引対象がユニークな商品やサービス（役務提供）、また特許等の無形資産の実施供与の場合などはそもそも比較対象となる独立企業間取引がなく、価格算定が非常に困難である場合が多い。

### 課税の進め方
移転価格税制に基づき課税された場合、一時的に国際的二重課税が発生する。国外関連取引当事者が所在するそれぞれの国の権限ある当局（英: Competent Authority、日本の場合は国税庁国税審議官）は、この国際的二重課税の排除を目的として協議（これを「相互協議」という）を行う。当局間で相互協議が合意されると、課税国及び相手国は、合意内容に基づいてそれぞれの国外関連取引当事者に対して減額更正などの処分を行い二重課税の排除を行うが、これを「対応的調整」という。
なお、国際的二重課税排除のための相互協議は、租税条約の規定に基づき行われる。したがって、租税条約を締結していない国に所在する国外関連者との取引に対して、移転価格税制による課税を受けた場合の国際的二重課税の排除は、通常課税国の国内法に基づく手続（日本の場合であれば、異議申立、審査請求、訴訟）によるほかなく、また、これら国内法に基づく手続では、課税の全部取り消しの判決等ではない限り、二重課税は完全に排除されない。日本が租税条約を締結していない主な国、地域としては、香港、台湾、アルゼンチン、ポルトガルなどがある。

### 税収面
国内企業間では、基本的に税率が同じために税収額は長期で一致することから、問題が起きにくい。
一方、国外企業間の場合は、それぞれ現地国で課税されて税収は他国政府の歳入となり、自国での歳入に貢献しないし、税率も異なるため税収が一致しないという問題が生じる。また税率が低い国（タックス・ヘイヴン等）に実体のない会社を設立して敢えて所得を移転させて、租税総額を回避するケースも考えられる。それらを回避するための規制である。そのため申告実務においては、事前協議に基づいた独立企業間価格で売買したとみなし、両社とも申告調整等によって加減算処理を行うのである。

## 事前確認制度（APA）
移転価格課税リスクをあらかじめ回避するために、取引に先立って企業が課税当局との間で、国外関連者との取引価格が独立企業間価格であるとの確認を得る制度があり、これをAPA（事前確認制度、英: Advance Pricing Arrangement、米国では Agreement）という。APAは大きく分けて2種類あり、ひとつは、国外関連取引当事者一方とその所在する国の当局とのみで行う「ユニラテラルAPA」で、もう一つは当事者双方がそれぞれの所在地国の当局とで行う、「バイラテラルAPA」である。バイラテラルAPAは両所在地国の当局間の相互協議での合意が前提であることから、合意され、その合意にしたがって国外関連取引を行う限り、国際的二重課税のリスクはなくなる。一方、ユニラテラルAPAは、一方の所在地国内での確認であり、他方の所在地国がその確認を認めるとは限らないことから、国際的二重課税のリスクは残るが、国外関連者が香港、台湾など租税条約締結国、地域以外に所在する場合はそれなりに有効な手段である。
日本の事前確認制度は、pre-confirmationと呼ばれ、納税者と課税庁の間で行う「行政指導」として事前の「事実上の」確認に止まり、たとえ課税庁が確認をしたとしても爾後に更正処分等の所得再計算が行われることもあるが、米国ではAPAの合意に法的拘束力が与えられており、一口にAPAといっても国によって具体的仕組みはさまざまであることに注意する必要がある。

## 独立企業間価格の算定方法
基本三法（棚卸資産の販売又は購入取引に用いる）
- 独立価格比準法（CUP法 = Comparable Uncontrolled Price Method）
- 再販売価格基準法（RP法 = Resale Price Method）
- 原価基準法（CP法 = Cost Plus method）

基本三法と同等の方法（棚卸資産の販売又は購入取引以外の取引に用いる）
- 独立価格比準法と同等の方法
- 再販売価格基準法と同等の方法
- 原価基準法と同等の方法

基本三法に準ずる方法（基本三法又は基本三法と同等の方法を用いることができない場合に限り用いることができる）
- 独立価格比準法に準ずる方法
- 再販売価格基準法に準ずる方法
- 原価基準法に準ずる方法
- 独立価格比準法に準ずる方法と同等の方法
- 再販売価格基準法に準ずる方法と同等の方法
- 原価基準法に準ずる方法と同等の方法

その他政令で定める方法（基本三法又は基本三法と同等の方法を用いることができない場合に限り用いることができる）
- 利益分割法（PS 法 = Profit Split Method）
比較利益分割法
寄与度利益分割法
残余利益分割法
- 取引単位営業利益法 (TNMM = Transactional Net Margin Method)

## 日本の移転価格税制

### 規定
日本では、租税特別措置法第66条の4に規定されている。
移転価格事務運営要領第1章1-2では以下のように定めている。
移転価格税制に係る事務については、この税制が独立企業原則に基づいていることに配意し、適正に行っていく必要がある。このため、次に掲げる基本方針に従って当該事務を運営する。
1. 法人の国外関連取引に付された価格が非関連者間の取引において通常付された価格となっているかどうかを十分に検討し、問題があると認められる取引を把握した場合には、市場の状況及び業界情報等の幅広い事実の把握に努め、算定方法・比較対象取引の選定や差異調整等について的確な調査を実施する。
2. 独立企業間価格の算定方法及びその具体的内容等に関し、法人の申出を受け、また、当該申出に係る相互協議の合意がある場合にはその内容を踏まえ、事前確認を行うことにより、当該法人の予測可能性を確保し、移転価格税制の適正・円滑な執行を図る。
3. 移転価格税制に基づく課税により生じた国際的な二重課税の解決には、移転価格に関する各国税務当局による共通の認識が重要であることから、調査又は事前確認の審査に当たっては、必要に応じOECD移転価格ガイドラインを参考にし、適切な執行に努める。

### 判例
アドビ事件
2008年10月30日東京高裁（東京高等裁判所平成20年行コ）第20号）

米アドビシステムズ株式会社に、移転価格税制を適用した課税処分等の取消しを求め、控訴審にて更正処分が取り消された逆転裁判。本件は、同社のアドビ米国本社が日本子会社に対して、マーケティング、販促の支援活動を行う対価として受け取っていた手数料の妥当性が焦点となった。当初原審の判断では、米国本社と日本子会社は業務委託契約に基づいて料金設定を行っているものの、日本の再販売業者と機能・リスクが類似しているとして、再販売価格基準法に準じた国税庁の方法を適当であると認めた。一方、控訴審では、比較対象企業とは在庫や損失リスクなどの点で異なり、日本子会社への手数料支払いは経済的に適切な役務提供取引と解するとして、原判決を取り消した。

本件はビジネスがグローバル化する現代において、多国籍企業の取引に対して独立企業原則を適用する際、企業間価格を適正に算定し、移転価格税制を執行するうえで困難が伴うことを示唆した事案とされている。

## アメリカ合衆国の移転価格税制
アメリカ合衆国では、米国内国歳入法典 (Internal Revenue Code)第482条で規定されている。